# Футболіст року в Словаччині
Футболіст року в Словаччині (словац. Futbalista roka (Slovensko)), з 2010 року також Нагорода Яна Поплугара (словац. Cena Jána Popluhára) — щорічна нагорода, запроваджена 1993 року, що присуджується найкращому словацькому футболісту року. Організатором нагороди виступає Словацький футбольний союз та редакція газети «Pravda». Лауреата нагороди визначають голосуванням, участь в якому беруть футболісти, тренери і спортивні журналісти. 
З 2010 року нагорода носить ім'я Яна Поплугара, найкращого словацького футболіста 50-річчя (1954—2003). Першим володарем титулу 1993 року було визнано Петера Дубовського. Станом на 2017 рік найбільшої кількості щорічних нагород був удостоєний Марек Гамшик (сім). 

## Переможці і фіналісти за роками
| Рік  | 1                | Клуб                                     | 2                    | Клуб                               | 3                 | Клуб                                          |
| ---- | ---------------- | ---------------------------------------- | -------------------- | ---------------------------------- | ----------------- | --------------------------------------------- |
| 1993 | Петер Дубовський | «Слован» (Братислава) «Реал Мадрид»      | Любомир Моравчик     | «Сент-Етьєн»                       | Любомир Луговий   | «Інтер» (Братислава)                          |
| 1994 | Владимир Кіндер  | «Слован» (Братислава)                    | Душан Тіттел         | «Слован» (Братислава)              | Петер Дубовський  | «Реал Мадрид»                                 |
| 1995 | Душан Тіттел     | «Слован» (Братислава)                    | Ладислав Молнар      | «Слован» (Братислава)              | Петер Дубовський  | «Реал Мадрид» «Реал Ов'єдо»                   |
| 1996 | Душан Тіттел     | «Слован» (Братислава)                    | Петер Дубовський     | «Реал Ов'єдо»                      | Юліус Шимон       | «Спартак» (Трнава)                            |
| 1997 | Душан Тіттел     | «Слован» (Братислава) Спартак (Трнава)   | Йозеф Майорош        | «Петра» (Дрновице)                 | Тібор Янчула      | «Слован» (Братислава) «Фортуна» (Дюссельдорф) |
| 1998 | Йозеф Майорош    | «Петра» (Дрновице) «Слован» (Братислава) | Мирослав Кеніг       | «Слован» (Братислава)              | Душан Тіттел      | «Спартак» (Трнава)                            |
| 1999 | Владимир Лабант  | «Славія» (Прага) «Спарта» (Прага)        | Любомир Моравчик     | «Селтік»                           | Мирослав Карган   | «Спартак» (Трнава) «Реал Бетіс»               |
| 2000 | Сілард Немет     | «Інтер» (Братислава)                     | Станіслав Варга      | «Слован» (Братислава) «Сандерленд» | Вратіслав Грешко  | «Баєр 04» «Інтернаціонале»                    |
| 2001 | Любомир Моравчик | «Селтік»                                 | Владимир Лабант      | «Спарта» (Прага)                   | Мирослав Карган   | «Бешікташ» «Вольфсбург»                       |
| 2002 | Мирослав Карган  | «Вольфсбург»                             | Владимир Яночко      | «Аустрія» (Відень)                 | Сілард Немет      | «Мідлсбро»                                    |
| 2003 | Владимир Яночко  | «Аустрія» (Відень)                       | Сілард Немет         | «Мідлсбро»                         | Марек Мінтал      | «Жиліна» «Нюрнберг»                           |
| 2004 | Марек Мінтал     | «Нюрнберг»                               | Роберт Віттек        | «Нюрнберг»                         | Мирослав Карган   | «Вольфсбург»                                  |
| 2005 | Марек Мінтал     | «Нюрнберг»                               | Каміл Чонтофальський | «Зеніт» (СПб)                      | Мирослав Карган   | «Вольфсбург»                                  |
| 2006 | Роберт Віттек    | «Нюрнберг»                               | Мартін Шкртел        | «Зеніт» (СПб)                      | Марек Сапара      | «Ружомберок» «Русенборг»                      |
| 2007 | Мартін Шкртел    | «Зеніт» (СПб)                            | Марек Гамшик         | «Брешія» «Наполі»                  | Марек Чех         | «Порту»                                       |
| 2008 | Мартін Шкртел    | «Ліверпуль»                              | Марек Гамшик         | «Наполі»                           | Станіслав Шестак  | «Жиліна» «Бохум»                              |
| 2009 | Марек Гамшик     | «Наполі»                                 | Станіслав Шестак     | «Бохум»                            | Ян Муха           | «Легія»                                       |
| 2010 | Марек Гамшик     | «Наполі»                                 | Роберт Віттек        | «Лілль» «Анкарагюджю»              | Мартін Шкртел     | «Ліверпуль»                                   |
| 2011 | Мартін Шкртел    | «Ліверпуль»                              | Марек Гамшик         | «Наполі»                           | Юрай Куцка        | «Дженоа»                                      |
| 2012 | Мартін Шкртел    | «Ліверпуль»                              | Марек Гамшик         | «Наполі»                           | Марек Сапара      | «Трабзонспор»                                 |
| 2013 | Марек Гамшик     | «Наполі»                                 | Мартін Шкртел        | «Ліверпуль»                        | Юрай Куцка        | «Дженоа»                                      |
| 2014 | Марек Гамшик     | «Наполі»                                 | Мартін Шкртел        | «Ліверпуль»                        | Ян Дюріца         | «Локомотив» (Москва)                          |
| 2015 | Марек Гамшик     | «Наполі»                                 | Мартін Шкртел        | «Ліверпуль»                        | Юрай Куцка        | «Дженоа» «Мілан»                              |
| 2016 | Марек Гамшик     | «Наполі»                                 | Мартін Шкртел        | «Ліверпуль» «Фенербахче»           | Роберт Мак        | ПАОК «Зеніт» (СПб)                            |
| 2017 | Марек Гамшик     | «Наполі»                                 | Мілан Шкриняр        | «Сампдорія» «Інтернаціонале»       | Станіслав Лоботка | «Норшелланн» «Сельта»                         |
| 2018 | Марек Гамшик     | Наполі                                   | Мілан Шкриняр        | Інтернаціонале                     | Станіслав Лоботка | Сельта                                        |
| 2019 | Мілан Шкриняр    | Інтернаціонале                           | Мартін Дубравка      | Ньюкасл Юнайтед                    | Марек Гамшик      | Далянь Їфан                                   |
| 2020 | Мілан Шкриняр    | Інтернаціонале                           | Юрай Куцка           | Парма                              | Марек Гамшик      | Далянь Їфан                                   |
| 2021 | Мілан Шкриняр    | Інтернаціонале                           | Марек Гамшик         | Гетеборг Трабзонспор               | Юрай Куцка        | Парма Вотфорд                                 |

## Лідери за потрапляннями до чільної трійки

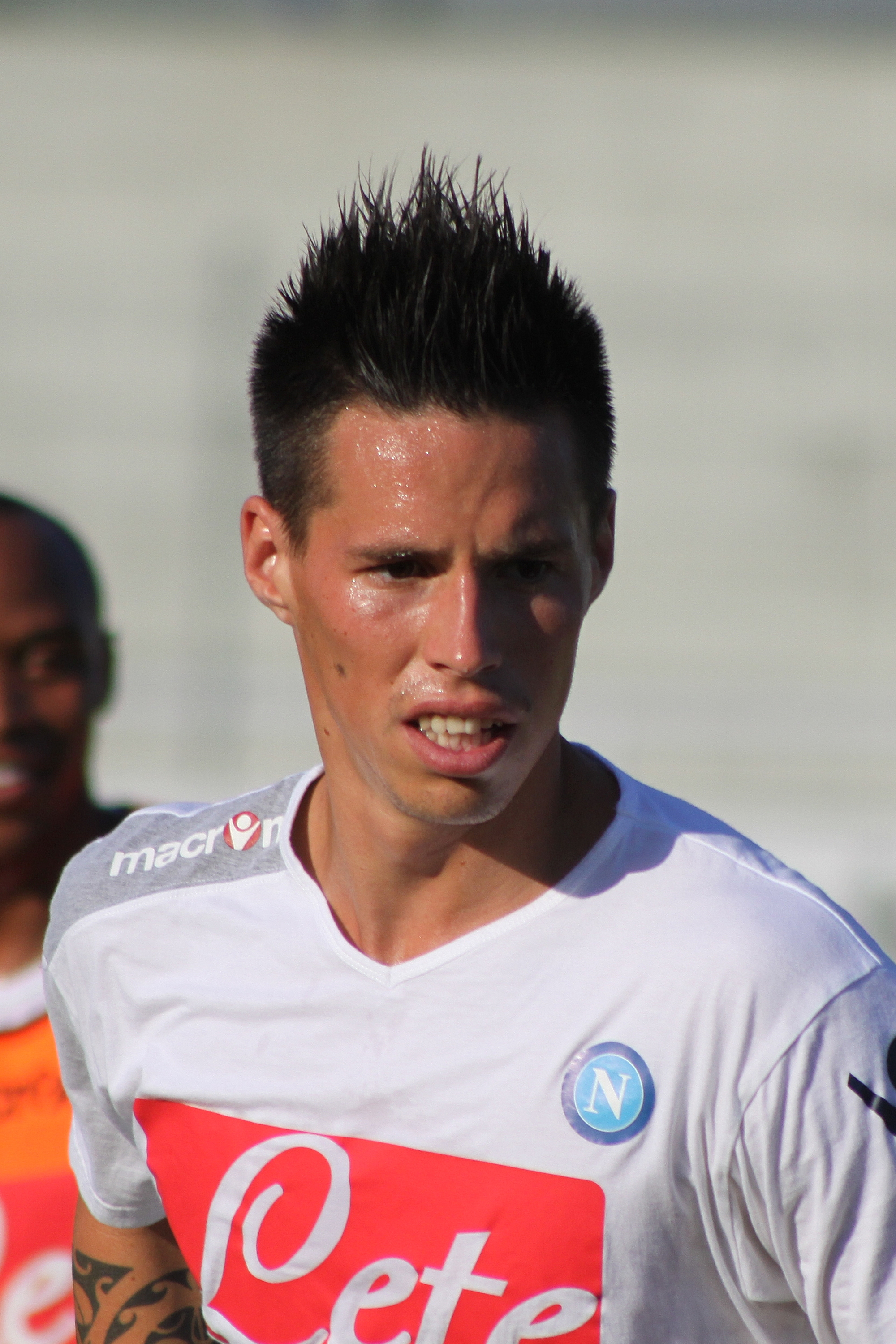
Марек Гамшик, лідер за кількістю перемог

| Гравець          | 1 | 2 | 3 | Разом |
| ---------------- | - | - | - | ----- |
| Марек Гамшик     | 8 | 5 | 2 | 15 x  |
| Мартін Шкртел    | 4 | 5 | 1 | 10 x  |
| Мілан Шкриняр    | 3 | 2 | 0 | 5 x   |
| Душан Тіттел     | 3 | 1 | 1 | 5 x   |
| Мирослав Карган  | 1 | 0 | 4 | 5 x   |
| Петер Дубовський | 1 | 1 | 2 | 4 x   |
| Марек Мінтал     | 2 | 0 | 1 | 3 x   |
| Любомир Моравчик | 1 | 2 | 0 | 3 x   |
| Роберт Віттек    | 1 | 2 | 0 | 3 x   |
| Сілард Немет     | 1 | 1 | 1 | 3 x   |
| Юрай Куцка       | 0 | 1 | 4 | 5 x   |